# 이민성 (1570년)
이민성(李民宬, 1570년 ~ 1629년)은 조선 시대 병조정랑, 동부승지, 좌승지 등을 역임한 문관이자 무관 겸 정치가이다.
경상북도 의성 출신. 본관은 영천(永川).
자(字)는 관보(寬甫)이며 호(號)는 경정(敬亭)이다.
아버지는 관찰사 이광준(李光俊)이며, 어머니는 평산 신씨(平山申氏)로 인의(引儀) 신권(申權)의 딸이다.

## 생애

### 주요 이력
관찰사 직책을 지낸 이광준(李光俊)의 아들로 출생한 그는 1588년 음서로 성균관 강독관에 천거되었으며 그 후 1597년(선조 30) 정시문과에 갑과로 급제하고, 승문원정자에 임명되었다. 1601년 승정원주서를 거쳐 이듬 해 시강원설서에 제수되고 사서로 승진되었으며, 서장관(書狀官)으로 차출되어 명나라에 다녀왔다. 1603년 예조좌랑을 거쳐 병조좌랑에 전임되고, 이어서 병조정랑으로 승진되었다.

1605년 이조정랑에 천거되었으나 정인홍(鄭仁弘) 일당의 반대로 제주점마어사(濟州點馬御史)가 되었다. 그 뒤 얼마간 일을 보다가 시사(時事)의 동향이 심상치 않아 벼슬을 사직하고 고향에 돌아갔다. 1608년 사헌부지평에 제수되었으며, 문학(文學)으로 옮겨 사가독서(賜暇讀書: 휴가를 얻어 독서에 전념)하였다. 이듬 해 옥당(玉堂)에 선출되었으나 아버지의 상을 당하여 여묘(廬墓) 3년을 마치고 홍문관수찬에 다시 임명되었으며, 이어서 교리·세자시강원 겸 문학 등을 역임하였다.

1617년(광해군 9) 정조(鄭造)·윤인(尹訒) 등이 폐모론을 발의하자 윤리와 기강에 죄를 얻음이 심하다는 내용의 차자(箚子)를 올렸다가 이이첨(李爾瞻) 등의 모함을 받아 삭직되었다. 고향에 내려가서 글씨와 그림으로 소일하다가 1623년 인조반정 때 사헌부장령에 복직하였다. 주청사(奏請使)의 서장관으로 명나라에 다녀와 그 공로로 성균관사성으로 통정대부(通政大夫)의 가자(加資: 정삼품 통정대부 이상의 품계)를 받았다. 이어서 동부승지를 거쳐 좌승지로 승진되었다.

1627년(인조 5) 정묘호란이 일어나자 영남호소사(嶺南號召使) 장현광(張顯光)의 추천으로 경상좌도의병대장이 되어 전주에 있던 왕세자를 보호하였다. 1629년 형조참의에 제수되었으나 병으로 사직하였고, 그 해에 별세하였다.

이민성은 직언을 잘하기로 이름 높았으며, 의리가 강해 광해군의 난정 때 간당(奸黨)들에게 모함을 받은 이덕형(李德馨)·이원익(李元翼)·영창대군(永昌大君)을 구출하려고 힘썼다. 시문과 글씨에 뛰어났으며, 명나라에 갔을 때 그 곳의 학사·대부들과 수창(酬唱)한 시는 사람들에게 애송되어 중국 사람들이 그를 이적선(李謫仙: 이태백을 이름)이라 불렀다고 한다.

현재 1,000여 수의 시가 전해지며, 저서로는 『경정집(敬亭集)』·『조천록(朝天錄)』 등이 있다.
사후 경상도 의성 장대서원(藏待書院)에 제향되었다.

## 저서
저서로는 《경정집》과 《조천록(朝天錄)》이 있다.
<경정집>
조선 중기의 문신 이민성(李民成：1570~1629)의 시문집.
17권 8책(본집 13권 4책, 속집 4권 4책). 목판본. 1664년(현종 5)에 양자인 정기가 간행했고, 1903년에 중간되었다. 1~11권이 모두 시로 1,200여 수이고, 12권에는 사 2편, 부 11편, 서 3편, 13권에는 기 8편, 제문, 논이 실려 있다. 
속집 1~3권은 〈조천록 朝天錄〉이다. 4권에는 행장·묘지명·제문 등이 있다. 시 가운데 6~8권 〈연사창수집 燕槎唱酬集〉은 서장관으로 중국을 왕래하면서 지은 시로, 당시에 높은 평가를 받았던 작품이다. 논 가운데 〈계백론 階伯論〉에서는 처자까지 죽이며 용감하게 싸우다 죽은 계백장군을 잔인하다고 평가한 사관들의 견해에 반대하여, 만고의 충신이라고 나름대로의 평가를 했다. 두보와 한유에 비교되는 그의 시는 조선 중기의 한문학 연구에 좋은 자료가 된다. 규장각·국립중앙도서관 등에 소장되어 있다.